# پاریته
در مکانیک کوانتومی یک تبدیل پاریته تغییر علامت یک بخش فضایی در دستگاه مختصات است. در سه بعد به شکل تغییر علامت هر سه مختصات فضایی (در دستگاه دکارتی) نیز شناخته می‌شود (یک تبدیل انعکاس):
{\displaystyle \mathbf {P} :{\begin{pmatrix}x\\y\\z\end{pmatrix}}\mapsto {\begin{pmatrix}-x\\-y\\-z\end{pmatrix}}.}
از پاریته می‌توان به عنوان آزمونی برای دست‌سانی یک پدیده فیزیکی استفاده کرد. به گونه‌ای که در یک تبدیل پاریته، یک پدیده به تصویر آینه‌ای آن تبدیل می‌شود اما تبدیل پاریته برای پدیده‌ای نادست‌سان به تبدیل یکانی تبدیل می‌شود. همه برهم‌کنش‌های اساسی ذرات بنیادی به غیر از برهمکنش ضعیف تحت پاریته متقارن (و در نتیجه نادست‌سان) هستند در صورتی که برهمکنش ضعیف با دست‌سان بودنش باعث به وجود آمدن دست‌سانی در کل فیزیک شده‌است. در برهمکنش‌های متقارن در پاریته مانند برهمکنش‌های الکترومغناطیسی، پاریته یک اصل کنترلی قدرتمند در انتقال‌های کوانتمی است.
یک توصیف ماتریسی P (در هر تعداد از ابعاد) دترمینان برابر با -۱ دارد و این تفاوت آن نسبت به چرخش را نشان می‌دهد که دترمینانش برابر با ۱ است. در صفحه دوبعدی تغییر علامت هر دو مختصات فضایی یک تبدیل پاریته نیست و یک چرخش ۱۸۰ درجه است.